# Заєм'є
Зає́м'є (рос. Заемье) — присілок у складі Грязовецького району Вологодської області, Росія. Входить до складу Ростиловського сільського поселення.

## Населення
Населення — 138 осіб (2010; 143 у 2002).
Національний склад (станом на 2002 рік):
- росіяни — 99 %